# Стовпи творіння

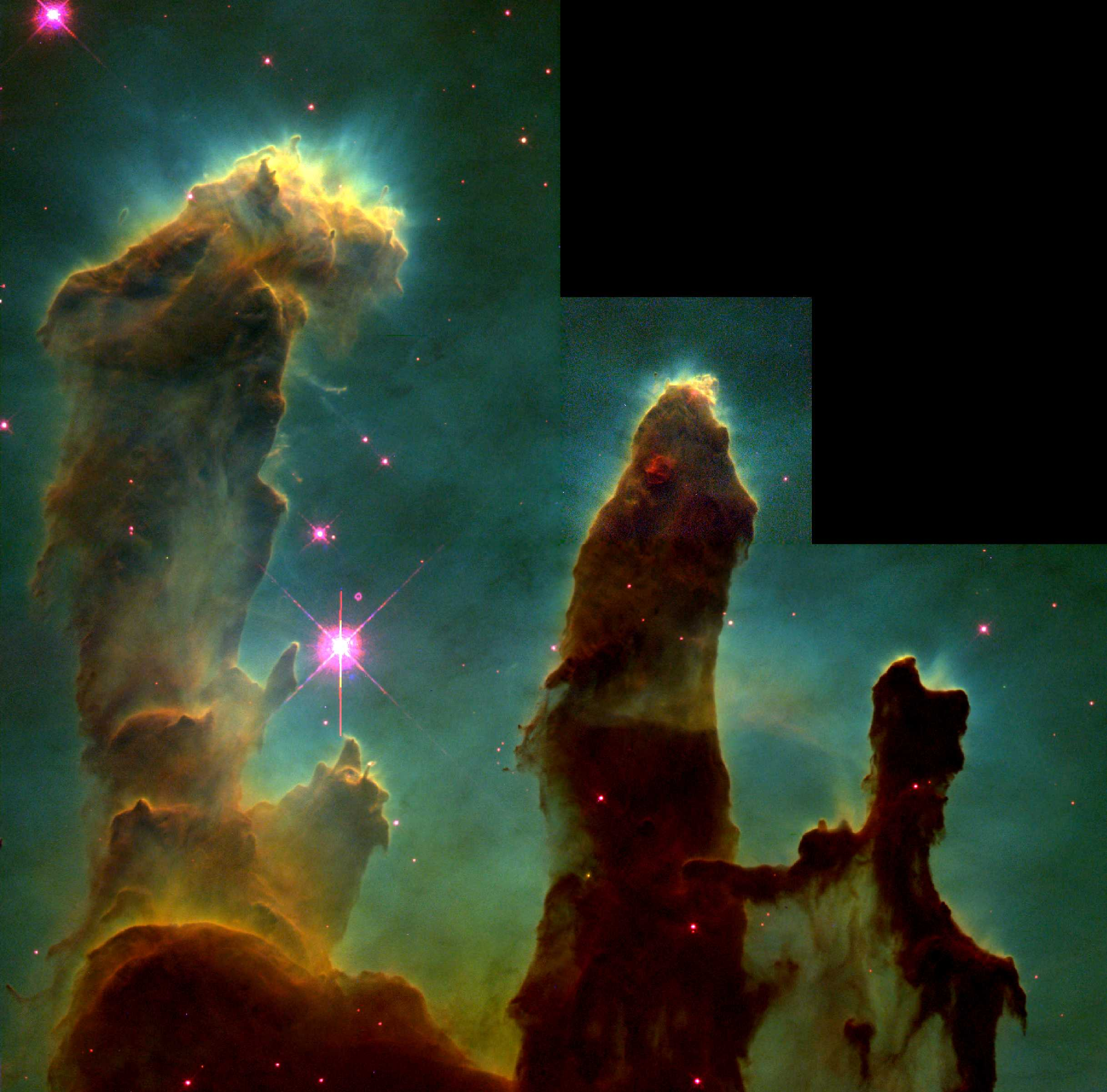
Регіон «Стовпи творіння»

Стовпи творіння — величезні стовпи концентрованого пилу і газу, що розміщуються навколо порожнини в центрі. Розташовуються в туманності Орла та були сфотографовані в 1995 році за допомогою телескопа Габбла.
«Стовпи Творіння» нагадують іншу область зореутворення, розташовану в сузір'ї Кассіопеї, позначення якої W5, а називається вона «Гори Творіння»[джерело?].
У Дублінському інституті передових досліджень провели чисельне моделювання процесу створення пилових колон, подібних «Стовпам Творіння»[джерело?].
За даними інфрачервоного телескопа Спітцера, «Стовпи Творіння» були знищені вибухом наднової приблизно 6 тисяч років тому[джерело?]. Але оскільки туманність розташована на відстані 7 тисяч світлових років від Землі, спостерігати Стовпи можна буде ще близько тисячі років. Наслідки вибуху наднової видно на ІЧ знімках, як розігрітий газовий міхур за туманністю.
«Стовпи Творіння» також відомі під назвою «слонячі хоботи»[джерело?].
Ці колони газу — один з найвідоміших образів космосу[джерело?].

## Нова світлина "Стовпів творіння"

«Стовпи творіння» у високій роздільній здатності. Зображення зроблено 2014 року як данина початковому зображенню, що стало широко відомим.

Нове зображення стовпів творіння було зроблено 2014 року в ширшому діапазоні випромінювання, завдяки можливостям камери Wide Field Camera 3, встановленої на телескоп 2009 року. Якість зображення, скомбінованого зі знімків, зроблених у різних діапазонах світла, дає астрономам можливість вивчити цей об'єкт у подробицях[джерело?].
Основою зображення є знімок у діапазоні інфрачервоного світла, яке більшою частиною проходить через пил і газ. На цьому знімку видно як усередині стовпів формуються молоді зорі, невидимі в діапазоні видимого світла, і він надає зображенню масштабність і своєрідну об'ємність. А «огранюванням» загального зображення є знімок, зроблений у діапазоні видимого світла, на якому видно лише контури, поверхня туманності й найщільніші її ділянки, що затінюють світло від більшості зір та інших яскравих об'єктів на задньому плані.